# An Meine Völker!

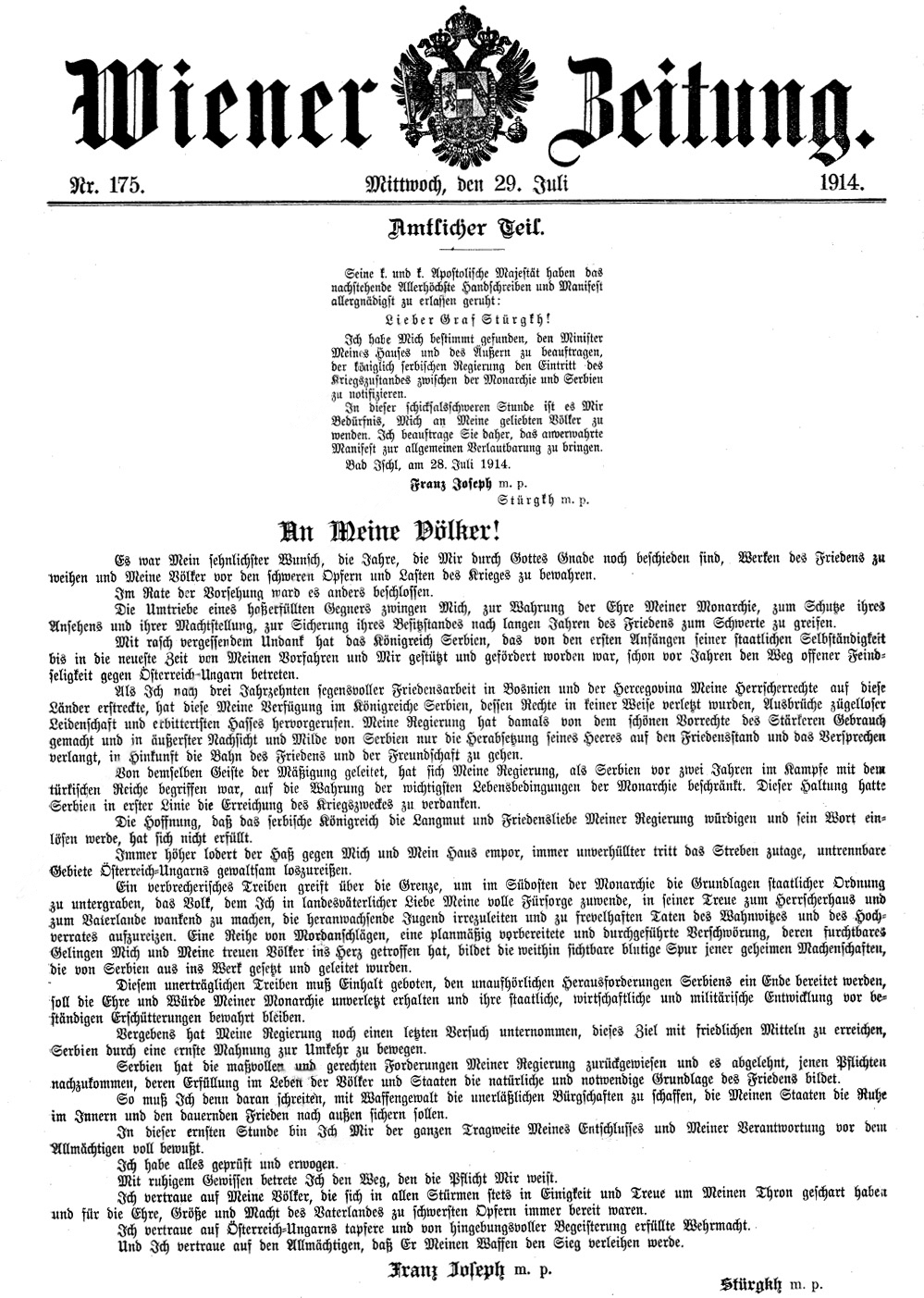
An Meine Völker!

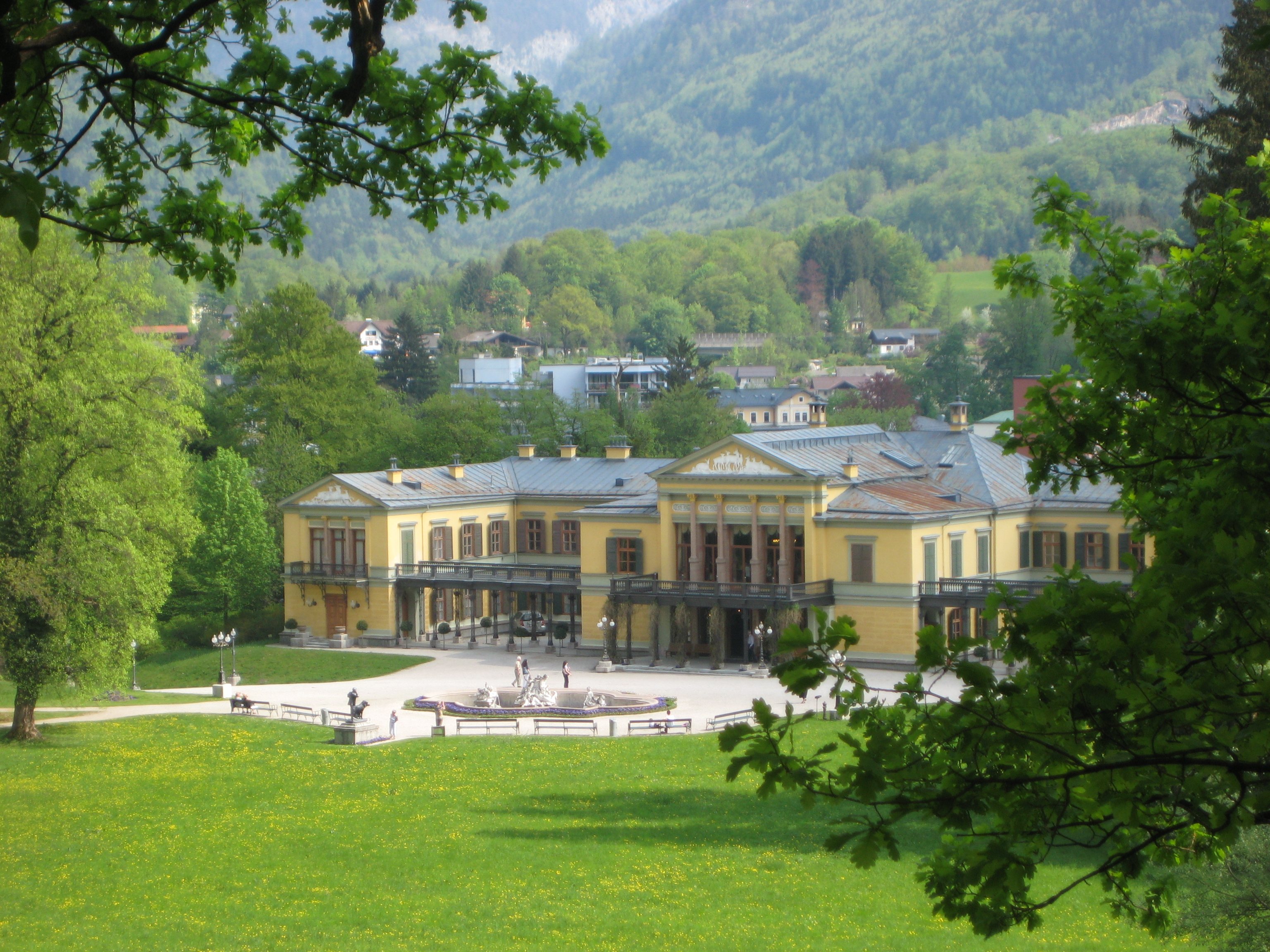
Kaiservilla in Bad Ischl (Blick vom Park)

An Meine Völker! vom 28. Juli 1914 war eine der Kriegserklärung der Regierung Österreich-Ungarns an Serbien folgende Proklamation. Sie erschien auf Deutsch in der Wiener Zeitung, Nr. 175, vom 29. Juli 1914 und war die amtliche Mitteilung an die Völker der österreichisch-ungarischen Monarchie. In seiner Proklamation verkündigte Kaiser Franz Joseph (1830–1916) am 28. Juli 1914 aus seiner Villa in Bad Ischl die Kriegserklärung an Serbien, die durch die komplexe Bündnissituation den Beginn des Ersten Weltkriegs markierte.

## 1866 Manifest zum Deutschen Krieg
Zu Beginn des Deutschen Krieges wandte sich der österreichische Kaiser Franz Joseph I. am 17. Juni 1866 an seine Untertanen und erklärte, dass der ehemalige Bundesgenosse Preußen das „Nationalband der Deutschen“ zerrissen, sich mit Italien verbündet habe und die kriegerische Teilung Deutschlands zu verantworten habe.

## 1914 Proklamation zum Krieg gegen Serbien
Die einleitende Passage der Proklamation des greisen Monarchen lautet:

„Es war Mein sehnlichster Wunsch, die Jahre, die Mir durch Gottes Gnade noch beschieden sind, Werken des Friedens zu weihen und Meine Völker vor den schweren Opfern und Lasten des Krieges zu bewahren. Im Rate der Vorsehung ward es anders beschlossen.“

Der Verkündigung ging ein kurzer Brief an den Ministerpräsidenten Karl von Stürgkh voraus, worin der Kaiser die Kriegserklärung an Serbien bestätigte, und sein Bedürfnis zum Ausdruck brachte, sich in dieser schicksalsschweren Stunde an Seine geliebten Völker zu wenden.
„An Meine Völker!“ wurde auch bei der Verkündigung des italienischen Eintritts in den Ersten Weltkrieg (gegen Österreich-Ungarn) im Jahre 1915 verwendet. Da Österreich-Ungarn ein Vielvölkerstaat war, wurde in seinem öffentlichen Appell der Plural von „Volk“ verwendet.
Nach dem Attentat vom 28. Juni 1914 auf den österreichisch-ungarischen Thronfolger Erzherzog Franz Ferdinand von Österreich (1863–1914) und seine Frau Sophie (1868–1914) in Sarajevo waren die diplomatischen Beziehungen zwischen Österreich-Ungarn und Serbien angespannt. Nach wochenlangen Diskussionen beschlossen die Führer der Regierung und der Armee des Reiches, den Krieg mit Serbien zu riskieren, in der Hoffnung auf eine kurze und siegreiche Kampagne.
Das Dokument wurde im ganzen Reich verteilt und am Morgen des nächsten Tages veröffentlicht. Zu diesem Zeitpunkt hatten bereits mehrere europäische Länder damit begonnen, ihre Truppen zu mobilisieren. Der Text führt den Hass Serbiens gegen den Kaiser und sein Haus als Grund für den Krieg an und behauptet, dass das Reich alle Wege versucht habe, den Konflikt zu vermeiden. Das Dokument wurde von Kaiser Franz Joseph und dem Ministerpräsidenten Karl von Stürgkh unterzeichnet. Die Überzeugung einiger, dass eine friedliche Lösung noch erreicht werden könne, wurde schnell zunichtegemacht: alle politischen Parteien, einschließlich der Sozialdemokraten, drückten ihre Unterstützung für den Krieg aus.
Am 29. Juli 1914, d. h. nur einen Tag später, wurde Belgrad zum ersten Mal angegriffen. Am 31. Juli kündigte das Armeeoberkommando von Österreich-Ungarn eine allgemeine Mobilmachung an und am 12. August begann die Offensive in Serbien. Andere europäische Mächte traten Anfang August in den Ersten Weltkrieg ein.
Anlässlich der Hundertjahrfeier zum Beginn des Ersten Weltkriegs organisierte die Österreichische Nationalbibliothek eine Ausstellung mit dem Titel An Meine Völker! Der Erste Weltkrieg 1914–1918.

## Text
Seine k. und k. Apostolische Majestät haben das nachstehende Allerhöchste Handschreiben und Manifest allergnädigst zu erlassen geruht:
Ich habe Mich bestimmt gefunden, den Minister Meines Hauses und des Äußern zu beauftragen, der königlich serbischen Regierung den Eintritt des Kriegszustandes zwischen der Monarchie und Serbien zu notifizieren.
In dieser schicksalsschweren Stunde ist es Mir Bedürfnis, Mich an Meine geliebten Völker zu wenden. Ich beauftrage Sie daher, das anverwahrte Manifest zur allgemeinen Verlautbarung zu bringen.
Bad Ischl, am 28. Juli 1914.
An Meine Völker!
Es war Mein sehnlichster Wunsch, die Jahre, die Mir durch Gottes Gnade noch beschieden sind, Werken des Friedens zu weihen und Meine Völker vor den schweren Opfern und Lasten des Krieges zu bewahren.
Im Rate der Vorsehung ward es anders beschlossen.
Die Umtriebe eines haßerfüllten Gegners zwingen Mich, zur Wahrung der Ehre Meiner Monarchie, zum Schutze ihres Ansehens und ihrer Machtstellung, zur Sicherung ihres Besitzstandes nach langen Jahren des Friedens zum Schwerte zu greifen.
Mit rasch vergessendem Undank hat das Königreich Serbien, das von den ersten Anfängen seiner staatlichen Selbständigkeit bis in die neueste Zeit von Meinen Vorfahren und Mir gestützt und gefördert worden war, schon vor Jahren den Weg offener Feindseligkeit gegen Österreich-Ungarn betreten.
Als Ich nach drei Jahrzehnten segensvoller Friedensarbeit in Bosnien und der Hercegovina Meine Herrscherrechte auf diese Länder erstreckte, hat diese Meine Verfügung im Königreiche Serbien, dessen Rechte in keiner Weise verletzt wurden, Ausbrüche zügelloser Leidenschaft und erbittertsten Hasses hervorgerufen. Meine Regierung hat damals von dem schönen Vorrechte des Stärkeren Gebrauch gemacht und in äußerster Nachsicht und Milde von Serbien nur die Herabsetzung seines Heeres auf den Friedensstand und das Versprechen verlangt, in Hinkunft die Bahn des Friedens und der Freundschaft zu gehen.
Von demselben Geiste der Mäßigung geleitet, hat sich Meine Regierung, als Serbien vor zwei Jahren im Kampfe mit dem türkischen Reiche begriffen war, auf die Wahrung der wichtigsten Lebensbedingungen der Monarchie beschränkt. Dieser Haltung hatte Serbien in erster Linie die Erreichung des Kriegszweckes zu verdanken.
Die Hoffnung, daß das serbische Königreich die Langmut und Friedensliebe Meiner Regierung würdigen und sein Wort einlösen werde, hat sich nicht erfüllt.
Immer höher lodert der Haß gegen Mich und Mein Haus empor, immer unverhüllter tritt das Streben zutage, untrennbare Gebiete Österreich-Ungarns gewaltsam loszureißen.
Ein verbrecherisches Treiben greift über die Grenze, um im Südosten der Monarchie die Grundlagen staatlicher Ordnung zu untergraben, das Volk, dem Ich in landesväterlicher Liebe Meine volle Fürsorge zuwende, in seiner Treue zum Herrscherhaus und zum Vaterlande wankend zu machen, die heranwachsende Jugend irrezuleiten und zu frevelhaften Taten des Wahnwitzes und des Hochverrates aufzureizen. Eine Reihe von Mordanschlägen, eine planmäßig vorbereitete und durchgeführte Verschwörung, deren furchtbares Gelingen Mich und Meine Völker ins Herz getroffen hat, bildet die weithin sichtbare blutige Spur jener geheimen Machenschaften, die von Serbien aus ins Werk gesetzt und geleitet wurden.
Diesem unerträglichen Treiben muß Einhalt geboten, den unaufhörlichen Herausforderungen Serbiens ein Ende bereitet werden, soll die Ehre und Würde Meiner Monarchie unverletzt erhalten und ihre staatliche, wirtschaftliche und militärische Entwicklung vor beständigen Erschütterungen bewahrt bleiben.
Vergebens hat Meine Regierung noch einen letzten Versuch unternommen, dieses Ziel mit friedlichen Mitteln zu erreichen, Serbien durch eine ernste Mahnung zur Umkehr zu bewegen.
Serbien hat die maßvollen und gerechten Forderungen Meiner Regierung zurückgewiesen und es abgelehnt, jenen Pflichten nachzukommen, deren Erfüllung im Leben der Völker und Staaten die natürliche und notwendige Grundlage des Friedens bildet.
So muß Ich denn daran schreiten, mit Waffengewalt die unerläßlichen Bürgschaften zu schaffen, die Meinen Staaten die Ruhe im Inneren und den dauernden Frieden nach außen sichern sollen.
In dieser ernsten Stunde bin Ich Mir der ganzen Tragweite Meines Entschlusses und Meiner Verantwortung vor dem Allmächtigen voll bewußt.
Ich habe alles geprüft und erwogen.
Mit ruhigem Gewissen betrete Ich den Weg, den die Pflicht Mir weist.
Ich vertraue auf Meine Völker, die sich in allen Stürmen stets in Einigkeit und Treue um Meinen Thron geschart haben und für die Ehre, Größe und Macht des Vaterlandes zu schwersten Opfern immer bereit waren.
Ich vertraue auf Österreich-Ungarns tapfere und von hingebungsvoller Begeisterung erfüllte Wehrmacht.